# 社会システムデザイナー

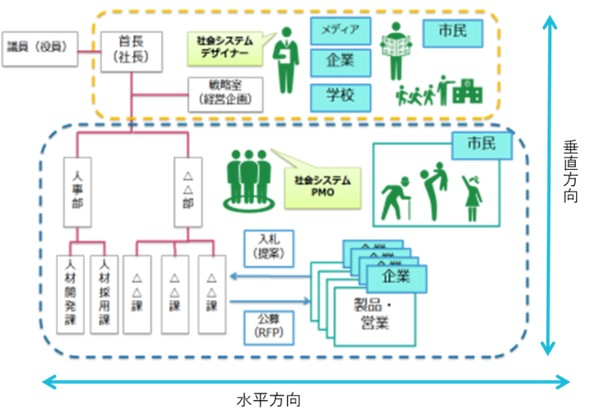
社会システムデザイナーの役割

社会システムデザイナー（しゃかいシステムデザイナー）とは、社会システムのデザインを行う役割であり、社会システムの構想設計を行うことを主目的として、多様なステーホルダーを巻き込み、ユーザー（市民）に価値を提供する社会システムを目指す役割の人材。
社会システムデザイナーの垂直の範囲は、構想設計からソリューションの具体化まで関わり、水平方向は自治体・地域が関連するあらゆる分野の業種・業務を網羅する。
この、水平方向のスコープはあらゆる分野の業種・業務の連携が今後の社会システムには必要になる。

## 社会システムとは
社会システムとは、既存産業を横串した「生活者・消費者への価値提供の仕組み」である。
今までは、業種や部門の中に閉じた価値提供であったため、決められた範囲での価値提供になっていた。
組織やカテゴリーごとに作られたシステム・施策ではその組織やカテゴリーごとに創出する価値は限界があった。
社会システムでは、縦割りの業種や部門、組織を横ぐしで通し、統合的に価値を創出することができる。

## デザインとは
デザインとは、公益財団法人日本デザイン振興会によれば「常にヒトを中心に考え、目的を見出し、その目的を達成する計画を行い実現化する。」と定義されている。
つまり、ヒトが持つ課題が何かを特定し、その解決方法を考え実現するということになります。社会システムデザイナーにおいては、社会が持つ課題を特定し、システムとしてその解決方法を考え実現するということが求められる。

## 目的と必要性
Society5.0、逆都市化・反都市化、ローカルSDGｓ地域循環共生圏など地域でのIoT化、データ収集や分析、そして、DX化が進む流れになってきている。

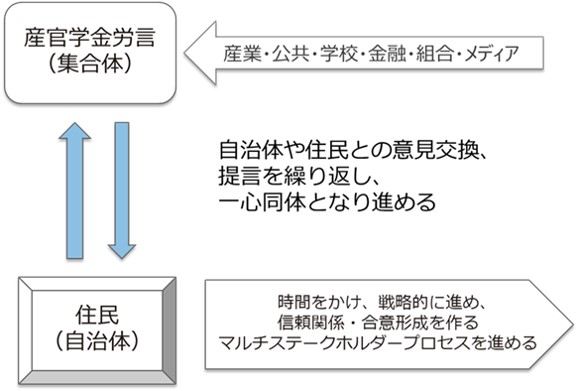
産官学金労言との関係

従来の自治体の活動とは変化してきており、多様なステークホルダーになり、産官学金労言を巻き込み動かすことが必要になってきている。
自治体や地域の社会課題の解決に向け、俯瞰的な視点で構想設計を行う必要がある。さらにその構想設計を具体化し、施策として推進を行う。
この全体を通し、多様なステークホルダーの調整を行い、構想設計を共有し、施策を推進するためにステークホルダーの巻き込みを行うことは必須である。
このような活動を行うためには、社会システムデザイナーの担うような役割、スキルを持つ人材が必要になってくる。

## 活動内容

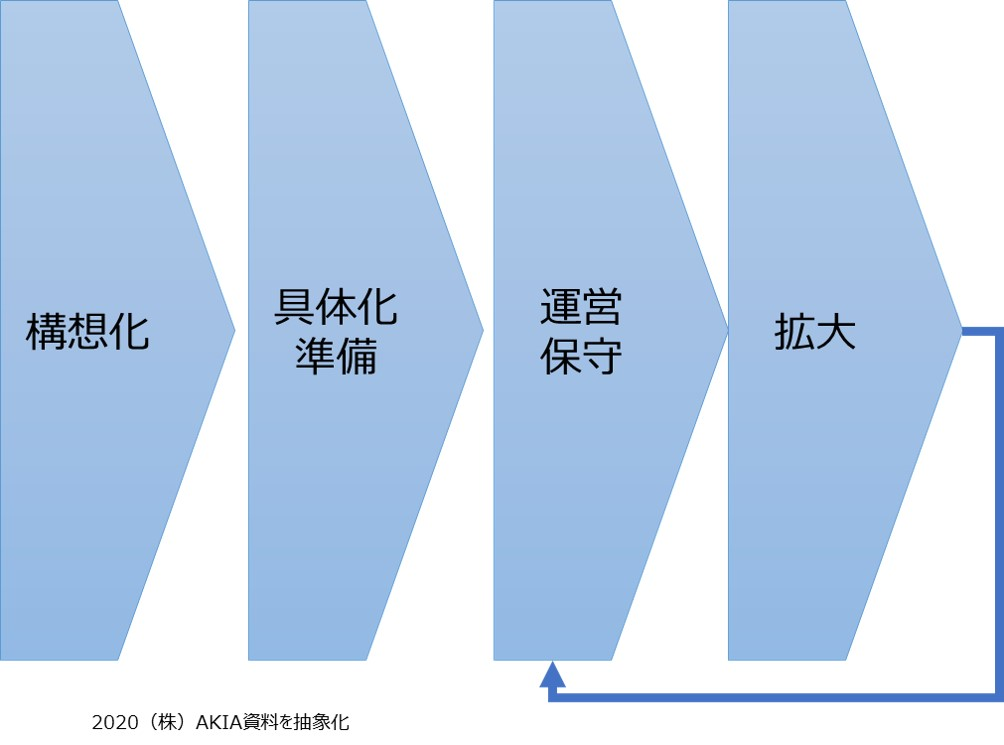
社会システムデザイナーのプロセス

構想企画・マルチステークホルダー・プロセスの実行・具体化としてのビジネスアナリシス、といった活動が必要になってくる。
社会システムデザイナーの活動プロセスは、「構想企画」「具体化・準備」「運用」「拡大」のようになっている。
社会システムデザイナーの主体となって実施する部分は、構想企画と具体化の一部である。

## 社会システムデザイナーの必要性

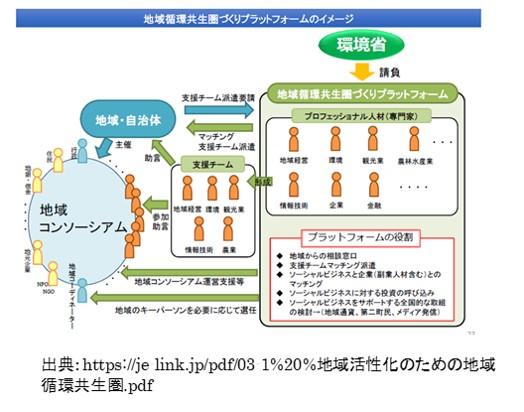
地域循環共生圏プラットフォーム

社会システムの構想設計から施策実行、価値提供を行う一連の流れのなか、多様なステークホルダーの調整、推進が必要になってくる。ような地域を巻き込んだ進め方が必要になる。このように地域の組織やコンソーシアムをまとめ、地域（自治体）に必要な構想設計、そして、施策の切り出し、施策のモニタリングなどを行うスキルのある人材が必要になる。

## スキル

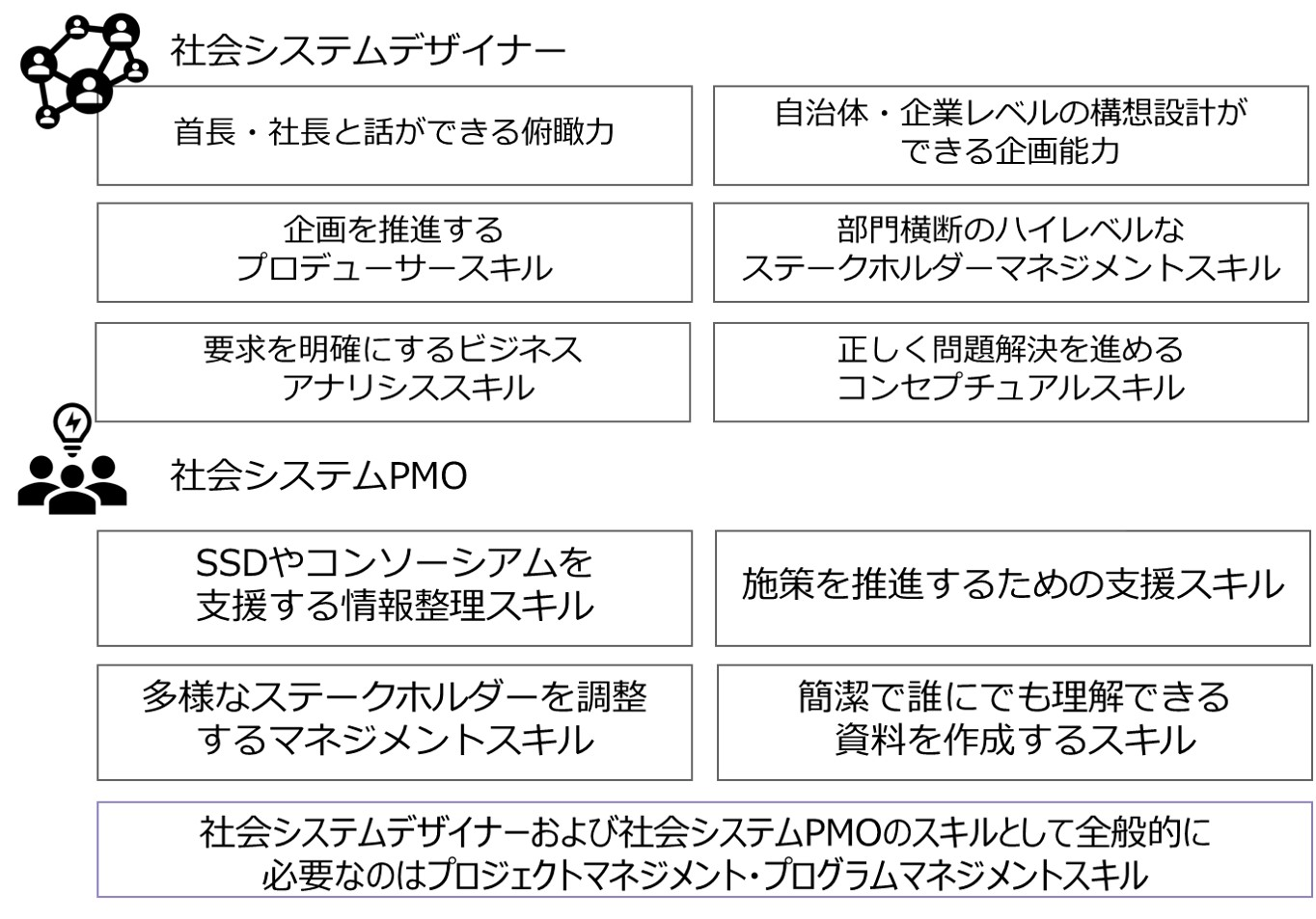
社会システムデザイナーのスキル

社会システムデザイナーの6つのスキルに加え、PMIが提唱しているタレントトライアングルの3つのスキル（戦略・ビジネス、リーダーシップ、テクニカル）にデジタル技術のスキルが必要になる。

## 社会システムデザイナーと社会システムPMOの役割
社会システムデザイナーと社会システムPMOの役割は以下のとおりである。
社会システムデザイナーが担うプロセスは、社会システムの構想化、具体化・準備、運営、拡大といったプロセスの主として構想化、具体化の一部を担う。
社会システムPMOとは、社会課題を解決する施策のプロジェクトマネジメントオフィス（PMO)の役割を担う。
具体化の一部、準備や運営、拡大といったプロセスを担う。 

## 事例
社会システムデザイナーは過去にも居たといわれている。
- 大岡越前が「米先物システム」をデザインし、本間宗久他十数名䛾米商人が1730年に大坂堂島米相場会所で米䛾先物取引を始めた
- 小林一三䛿外部経済を取り込んだ複合システムとして䛾「私鉄システム」を作り出し、高校野球やビジネス・ホテル等䛾新しい「社会システム」をデザインした
- クーベルタン男爵䛿オリンピアードという故事を活用し、「オリンピック」という「社会システム」をデザイン